# Canelas (przystanek kolejowy)
Canelas (port. Apeadeiro de Canelas) – przystanek kolejowy w gminie Estarreja, w miejscowości Canelas, w dystrykcie Aveiro, w Portugalii. Znajduje się na Linha do Norte.
Jest obsługiwana przez pociągi CP Urbanos do Porto.

## Historia
Linia między stacjami Estarreja i Taveiro, która została wybudowana przez Companhia dos Caminhos de Ferro Portugueses, została otwarta w dniu 10 kwietnia 1864. Sam przystanek został otwarty w marcu 1902.

## Linie kolejowe
- Linha do Norte